# Симон (Ишунин)
Архиепи́скоп Си́мон (в миру Владимир Николаевич Ишунин; род. 7 декабря 1951, Ленинград) — епископ Русской православной церкви, архиепископ Брюссельский и Бельгийский. Тезоименитство — 16 (29) января.

## Биография
Родился 7 декабря 1951 года в Ленинграде в семье священника. О своих родителях рассказывал: «Отец оформлял первые спектакли в блокадном Ленинграде. Работал вместе с Товстоноговым, с Копеляном, с Кириллом Лавровым, с Райкиным, Кио. Оформлял город к майским и октябрьским праздникам. Он был очень одарённый художник. Он в театре и с моей мамой познакомился, она работала бутафором. После войны отец <…> поступил учиться в Ленинградскую духовную семинарию. Учился он вместе с нынешним патриархом Алексием, они однокурсники, и с владыкой Иоанном, будущим митрополитом Санкт-Петербургским <…>, со многими преподавателями и профессорами, у которых позже я учился в семинарии. Я вырос в этой среде, и у меня не было другого желания, как только следовать за отцом».
По окончании средней школы в 1970 году поступил в Ленинградскую духовную семинарию, начал иподиаконствовать у митрополита Ленинградского Никодима (Ротова).
В том же году был призван в армию. Вернувшись из армии, продолжил обучение в семинарии и иподиаконское служение у митрополита Никодима.
17 января 1975 года митрополитом Ленинградским и Новгородским Никодимом был пострижен в монашество с наречением имени Симон в честь святого первоверховного апостола Симона-Петра.
В том же году на праздник Крещения Господня (19 января) был рукоположён во иеродиакона митрополитом Никодимом в Свято-Троицком соборе Александро-Невской лавры, а 13 июня 1976 года — в сан иеромонаха.
В 1975—1978 годах являлся личным секретарём митрополита Никодима.
12—19 октября 1977 года в составе делегации Русской православной церкви сопровождал патриарха Пимена во время его поездки в Стамбул.
По окончании семинарии поступил в Ленинградскую духовную академию, которую окончил в 1979 году.
В 1978—1981 годах работал преподавателем и помощником инспектора ленинградских духовных школ. В 1981 году получил степень кандидата богословия после защиты работы на кафедре истории Русской церкви на тему: «Высокопреосвященнейший митрополит Ленинградский и Новгородский Никодим (очерк жизни и деятельности)».
В 1981—1982 годах нёс монашеское послушание в Ново-Валаамском монастыре в Финляндии.
В 1982 году митрополитом Ленинградским и Новгородским Антонием (Мельниковым) возведён в сан архимандрита и назначен настоятелем Крестовоздвиженского собора в Петрозаводске с исполнением обязанностей благочинного храмов Олонецкой епархии.

### Архиерей
23 марта 1987 года постановлением патриарха Пимена и Священного синода Русской православной церкви архимандриту Симону определено быть епископом Брюссельским и Бельгийским. 10 апреля в храме святого апостола Иоанна Богослова Ленинградских духовных школ состоялось наречение архимандрита Симона во епископа. Наречение совершили: митрополит Ленинградский и Новгородский Алексий (Ридигер), митрополит Крутицкий и Коломенский Ювеналий (Поярков), архиепископ Смоленский и Вяземский Кирилл (Гундяев), епископ Кировский и Слободской Хрисанф (Чепиль) и епископ Каширский Феофан (Галинский).
11 апреля в Свято-Троицком соборе Александро-Невской лавры состоялась его епископская хиротония, совершённая теми же епископами.
30 августа 1991 года во временное управление епископа Симона была вверена также Гаагская и Нидерландская епархия (в Голландии).
24 февраля 1994 года был возведён в сан архиепископа.
28 декабря 2017 года решением Священного синода освобождён от временного управления Гаагско-Нидерландской епархией с выражением благодарности за многолетние труды по окормлению приходов Московского патриархата в Нидерландах.
В ноябре 2019 года в ходе торжеств по случаю 50-летия Бельгийской митрополии Константинопольскпого патриархата, несмотря на разрыв евхаристического общения Московского патриархата с Константинопольским, дважды встречался с патриархом Константинопольским Варфоломеем.

## Награды
- Орден преподобного Сергия Радонежского II степени (13 мая 2003 год) — по случаю 50-летия со дня рождения[8]
- Орден святого благоверного князя Даниила Московского II степени (2007 год)[9]
- Орден святого преподобного Серафима Саровского II степени (2011 год)[10]
- Орден святой равноапостольной Марии Магдалины II степени (2012, Польская православная церковь)[11]
- Почётная грамота Правительственной комиссии по делам соотечественников за рубежом (2008)[12].